# پیشروآروارگان
پیشروآروارگان (نام علمی: Probainognathidae) نام یک تیره از راسته ددکاوان است.